# 志賀の郷温泉
志賀の郷温泉（しがのさとおんせん）は、石川県羽咋郡志賀町にある温泉である。

## 泉質
- ナトリウム-塩化物泉
  - 泉温　29℃

## 温泉街
温泉街はない。プール、ゴルフ場を併設した宿泊施設「いこいの村　能登半島」で湧出している温泉。
日帰り入浴可能。一軒宿とはいえ、東京ドーム100個分の広大な敷地を持つ。

## 歴史
- 1978年（昭和53年）- 「いこいの村　能登半島」の建設中に偶然、湧出した。
- 1997年（平成5年）- 「いこいの村　能登半島」改築。

## アクセス
- JR七尾線・羽咋駅より、車で25分（無料送迎バスあり）

- 北陸自動車道金沢森本ICからのと里山海道西山IC経由、車で60分。